# لیشچا
لیشچا (به لاتین: Lishcha) یک منطقهٔ مسکونی در روسیه است که در شهرستان کایتاگسکی واقع شده‌است.